# Shōzō Iizuka
Shōzō Iizuka (jap. 飯塚 昭三 Iizuka Shōzō; ur. 23 maja 1933 w prefekturze Fukushima, zm. 15 lutego 2023) – japoński seiyū. Był zwykle obsadzany w rolach postaci negatywnych władających dużą siłą. Znany z podkładania głosu w serialach anime, tokusatsu, a także z dubbingu B.A. Barracusa z serialu Drużyna A.

## Wybrana filmografia
- Alicja w Krainie Czarów: Humpty Dumpty
- Kidō Senshi Gundam: Ryu Jose
- Generał Daimos: Balbas
- Dragon Ball: Android #8
- Dragon Ball Z: Nappa
- Pocket Monsters: Tadokoro
- Uchū no kishi Tekkaman Blade: Honda
- Urusei Yatsura: Daimajin
- Manga Sarutobi Sasuke: Hattori Hanzō, Maryū Dōjin
- Ōban Star Racers: Kross
- Kikō Senki Dragonar: Czefow
- Chōdenji Machine Voltes V: Jangal Rui
- Jinzō Ningen Kikaider: Hakaider
- Battle Fever J: Szatan Egos
- Taiyō Sentai Sun Vulcan: Hellsaturn
- Kamen Rider Black: Darom
- Kamen Rider Black RX: Bosgan
- Zorro: Don Carlos Prideaux